# Gangarides coreanus
Gangarides coreanus är en fjärilsart som beskrevs av Matsumura 1924. Gangarides coreanus ingår i släktet Gangarides och familjen tandspinnare. Inga underarter finns listade i Catalogue of Life.